# Ryan Guzman
Ryan Anthony Guzman (ur. 21 września 1987 w Abilene) – amerykański aktor telewizyjny i filmowy, model. Odtwórca roli Seana Asy w filmach Step Up 4 Revolution (2012) i Step Up: All In (2014). W 2018 przyjął rolę Edmundo „Eddiego” Diaza w serialu Fox 9-1-1.

## Życiorys

### Wczesne lata
Urodzony w Abilene w Teksasie jako syn Lisy (z domu Hudson) i Raya Guzmana. Jego matka miała przodków angielskich, szkockich, niemieckich, francuskich i holenderskich, a ojciec miał pochodzenie meksykańskie. W młodym wieku wraz z rodziną przeprowadził się do Sacramento w Kalifornii, rodzinnego miasta matki. Wychowywał się z młodszym bratem, Stevenem. Uczęszczał do West Campus High School i Sierra College w Sacramento. Gdy miał 13 lat, jego dziadek zmarł na raka, co wpłynęło na jego życie. Chciał zostać zawodowym miotaczem w baseballu, ale na studiach doznał kontuzji ramienia.

### Kariera
W 2006, jeszcze jako student Sierra College w Sacramento, mając 19 lat rozpoczął pracę jako model w San Francisco biorąc udział w reklamach dla marek takich jak Old Navy, Abercrombie & Fitch i Reebok. W wolnym czasie uczestniczył w szkoleniach i zawodach w mieszanych sztukach walki.
Debiutował na dużym ekranie rolą Seana w melodramacie muzycznym Step Up 4 Revolution (Step Up Revolution, 2012).
W 2015 wziął udział w półnagiej sesji zdjęciowej dla „Cosmopolitan” na rzecz brytyjskiej organizacji charytatywnej Cancer Research UK, której celem jest wspieranie badań nad chorobami nowotworowymi oraz zwiększanie świadomości społecznej na ich temat. Był też na okładkach magazynów takich jak „Da Man” (w edycji indonezyjskiej w czerwcu/lipcu 2014), „Latina” (w lutym 2015) i „Men’s Health” (w edycji serbskiej w sierpniu 2018).

## Życie prywatne
W 2018 związał się z brazylijską aktorką Chrysti Ane, z którą ma syna Mateo Lopesa (ur. w styczniu 2019) oraz córkę Genevieve Valentinę (ur. 7 stycznia 2021)

## Filmografia
Filmy
- 2012: 72 Godziny z imperium (72 Hours with Empire) jako Ryan
- 2012: Step Up 4 Revolution (Step Up Revolution) jako Sean Asa
- 2013: April Rain jako Alex
- 2013: Ladies' Man: A Made Movie jako Brett
- 2014: Beyond Paradise jako Sebastian
- 2014: Jest zawsze Woodstock (There's Always Woodstock) jako Dylan
- 2014: Step Up: All In jako Sean Asa
- 2015: Chłopak z sąsiedztwa (The Boy Next Door) jako Noah Sandborn
- 2015: Jem i Hologramy (Jem and the Holograms) jako Rio Raymond
- 2016: Każdy by chciał!! (Everybody Wants Some!!) jako Kenny Roper
- 2018: Armed jako Jonesie
- 2018: Papi Chulo jako Rodrigo
- 2018: Backtrace jako Lucas
- 2019: Windows on the World jako Fernando
- 2019: The Cleansing Hour jako Max

Seriale telewizyjne
- 2012: Aparaty (Cameras) jako Ryan
- 2012: All the Right Moves jako Ryan
- 2013-2014: Słodkie kłamstewka (Pretty Little Liars) jako Jake
- 2015: Heroes: Odrodzenie (Heroes Reborn) jako Carlos Gutierrez
- 2016: Notorious jako Ryan Mills
- 2018–: 9-1-1 jako Edmundo „Eddie” Diaz